# Saison 1978-1979 de l'AC Arles
Chronologie
Saison précédente Saison suivante
La saison 1978-1979 de l'AC Arles voit le club s'engager dans deux compétitions que sont la Division 2 et la Coupe de France.

## Transferts
| Été 1978                   |               |           |                            |            |
| Nom                        | Nationalité   | Transfert | Provenance/Destination     | Division   |
| Arrivées                   |               |           |                            |            |
| Didier Dufourd             | France        |           | INF Vichy                  | Formation  |
| Eric Marre                 | France        |           | Olympique de Marseille B   |            |
| Santarnecchi               | France        |           |                            |            |
| Didier Dufour              | France        |           |                            |            |
| Serge Jauffret             | France        |           |                            |            |
| Robert Nazaretian          | France        |           | FC Martigues               | Division 2 |
| Thierry Gaillagot          | France        |           |                            |            |
| Thierry Ségard             | France        |           | INF Vichy                  | Formation  |
| Emmanuel Moh               | Côte d'Ivoire |           | Montpellier PSC            | Division 3 |
| Alain Bussi                | France        |           | Olympique avignonnais      | Division 2 |
| Philippe Trilles           | France        |           |                            |            |
| Michel Estevan             | France        |           |                            |            |
| Retours de prêt            |               |           |                            |            |
| Départs                    |               |           |                            |            |
| Goran Meskovic             | Yougoslavie   |           | Chicago Sting              | NASL       |
| Carilho                    | France        | Retraite  |                            |            |
| Jorge Infante              | Chili         |           | Stade athlétique spinalien | Division 2 |
| Jean Dainotti              | France        |           | USLL 1er Canton            |            |
| Michel Pech                | France        | Retraite  |                            |            |
| Henri Malabave             | France        | Retraite  | Montpellier PSC            | Division 2 |
| Alain Dessons (entraîneur) | France        |           | Stade beaucairois          | Division 4 |
| Marc Cassagne              | France        | Retraite  |                            |            |
| Prêts                      |               |           |                            |            |
| Hiver 1979                 |               |           |                            |            |
| Nom                        | Nationalité   | Transfert | Provenance/Destination     | Division   |
| Arrivées                   |               |           |                            |            |
| Retours de prêt            |               |           |                            |            |
| Départs                    |               |           |                            |            |
| Prêts                      |               |           |                            |            |

## Rencontres de la saison

### Ligue 2

#### Calendrier
| Date            | Compétition | Adversaire            | Lieu | Résultat | Buteurs de l'ACA                   | Place | Affluence | Rapport |
| 12 août         | Journée 1   | Olympique avignonnais | Dom. | 0 - 3    |                                    | 16e   |           |         |
| 19 août         | Journée 2   | AS Cannes             | Ext. | 0 - 0    |                                    | 17e   |           |         |
| 26 août         | Journée 3   | US Toulouse           | Dom. | 2 - 2    | 8e Dell'Oste · 31e Bussi           | 17e   |           |         |
| 2 septembre     | Journée 4   | SAS Épinal            | Ext. | 3 - 1    | 23e Exbrayat                       | 17e   |           |         |
| 9 septembre     | Journée 5   | AS Béziers            | Dom. | 0 - 2    |                                    | 17e   |           |         |
| 16 septembre    | Journée 6   | Montpellier PSC       | Ext. | 2 - 0    |                                    | 17e   |           |         |
| 23 septembre    | Journée 7   | Olympique Alès        | Dom. | 0 - 2    |                                    | 17e   |           |         |
| 30 septembre    | Journée 8   | EDS Montluçon         | Dom. | 1 - 0    | 20e Dell'Oste                      | 17e   |           |         |
| 7 octobre       | Journée 9   | GFC Ajaccio           | Ext. | 2 - 1    | 7e Dufour                          | 17e   |           |         |
| 14 octobre      | Journée 10  | SR Saint-Dié          | Dom. | 0 - 0    |                                    | 17e   |           |         |
| 21 octobre      | Journée 11  | ECAC Chaumont         | Ext. | 1 - 1    | 72e Dell'Oste                      | 17e   |           |         |
| 28 octobre      | Journée 12  | AJ Auxerre            | Dom. | 0 - 1    |                                    | 17e   |           |         |
| 4 novembre      | Journée 13  | SC Toulon             | Ext. | 1 - 0    |                                    | 18e   |           |         |
| 12 novembre     | Journée 14  | FC Gueugnon           | Dom. | 1 - 2    | 32e Dell'Oste                      | 18e   |           |         |
| 18 novembre     | Journée 15  | RCFC Besançon         | Ext. | 1 - 1    | 30e Dufour                         | 18e   |           |         |
| 26 novembre     | Journée 16  | FC Martigues          | Dom. | 1 - 3    | 43e Bussi                          | 18e   |           |         |
| 10 décembre     | Journée 17  | Troyes AF             | Ext. | 3 - 0    |                                    | 18e   |           |         |
| 17 décembre     | Journée 18  | AS Cannes             | Dom. | 1 - 0    | 35e Dufour                         | 18e   |           |         |
| 13 janvier 1979 | Journée 19  | US Toulouse           | Ext. | 3 - 1    | 75e Poussardin                     | 18e   |           |         |
| 21 janvier      | Journée 20  | SAS Épinal            | Dom. | 3 - 1    | 44e Raviol · 71e Sanchez · Inconnu | 18e   |           |         |
| 27 janvier      | Journée 21  | AS Béziers            | Ext. | 4 - 0    |                                    | 18e   |           |         |
| 3 février       | Journée 22  | Montpellier PSC       | Dom. | 2 - 0    | 46e Raviol · 85e Lacoste           | 18e   |           |         |
| 18 février      | Journée 23  | Olympique Alès        | Ext. | 4 - 1    | 28e Sanchez                        | 18e   |           |         |
| 24 février      | Journée 24  | EDS Montluçon         | Ext. | 4 - 0    |                                    | 18e   |           |         |
| 4 mars          | Journée 25  | GFC Ajaccio           | Dom. | 0 - 2    |                                    | 18e   |           |         |
| 17 mars         | Journée 26  | SR Saint-Dié          | Ext. | 4 - 0    |                                    | 18e   |           |         |
| 1er avril       | Journée 27  | ECAC Chaumont         | Dom. | 1 - 1    | 49e Bussi                          | 18e   |           |         |
| 7 avril         | Journée 28  | AJ Auxerre            | Ext. | 5 - 2    | 42e Dufour · 42e Labaume           | 18e   |           |         |
| 21 avril        | Journée 29  | SC Toulon             | Dom. | 0 - 3    |                                    | 18e   |           |         |
| 28 avril        | Journée 30  | FC Gueugnon           | Ext. | 3 - 1    | Inconnu                            | 18e   |           |         |
| 6 mai           | Journée 31  | RCFC Besançon         | Dom. | 0 - 4    |                                    | 18e   |           |         |
| 11 mai          | Journée 32  | FC Martigues          | Ext. | 2 - 1    | 31e Sanchez                        | 18e   |           |         |
| 19 mai          | Journée 33  | Troyes AF             | Dom. | 2 - 1    | 60e Exbrayat · 75e Exbrayat        | 18e   |           |         |
| 26 mai          | Journée 34  | Olympique avignonnais | Ext. | 2 - 0    |                                    | 18e   |           |         |

##### Résultats par journée
| Journée   | 01 | 02 | 03 | 04 | 05 | 06 | 07 | 08 | 09 | 10 | 11 | 12 | 13 | 14 | 15 | 16 | 17 | 18 | 19 | 20 | 21 | 22 | 23 | 24 | 25 | 26 | 27 | 28 | 29 | 30 | 31 | 32 | 33 | 34 |
| --------- | -- | -- | -- | -- | -- | -- | -- | -- | -- | -- | -- | -- | -- | -- | -- | -- | -- | -- | -- | -- | -- | -- | -- | -- | -- | -- | -- | -- | -- | -- | -- | -- | -- | -- |
| Terrain   | D  | E  | D  | E  | D  | E  | D  | D  | E  | D  | E  | D  | E  | D  | E  | D  | E  | D  | E  | D  | E  | D  | E  | E  | D  | E  | D  | E  | D  | E  | D  | E  | D  | E  |
| Résultats | D  | N  | N  | D  | D  | D  | D  | V  | D  | N  | N  | D  | D  | D  | N  | D  | D  | V  | D  | V  | D  | V  | D  | D  | D  | D  | N  | D  | D  | D  | D  | D  | V  | D  |
| Points    | 0  | 1  | 2  | 2  | 2  | 2  | 2  | 4  | 4  | 5  | 6  | 6  | 6  | 6  | 7  | 7  | 7  | 9  | 9  | 11 | 11 | 13 | 13 | 13 | 13 | 13 | 14 | 14 | 14 | 14 | 14 | 14 | 16 | 16 |
| Place     | 16 | 17 | 17 | 17 | 17 | 17 | 17 | 17 | 17 | 17 | 17 | 17 | 18 | 18 | 18 | 18 | 18 | 18 | 18 | 18 | 18 | 18 | 18 | 18 | 18 | 18 | 18 | 18 | 18 | 18 | 18 | 18 | 18 | 18 |

Source : Liste des rencontres

Terrain : D = Domicile ; E = Extérieur. Résultat: D = Défaite ; N = Nul ; V = Victoire.

#### Extrait du classement
Extrait du classement de Ligue 2 1978-1979
| Rang | Équipe         | Pts | J  | G  | N  | P  | Bp | Bc | Diff |
| ---- | -------------- | --- | -- | -- | -- | -- | -- | -- | ---- |
| 14   | Olympique Alès | 28  | 34 | 12 | 4  | 18 | 40 | 52 | -12  |
| 15   | GFC Ajaccio    | 28  | 34 | 11 | 6  | 17 | 36 | 53 | -17  |
| 16   | SAS Épinal     | 25  | 34 | 9  | 7  | 18 | 40 | 52 | -12  |
| 17   | Troyes AF R    | 24  | 34 | 7  | 10 | 17 | 33 | 44 | -11  |
| 18   | AC Arles       | 16  | 34 | 5  | 6  | 23 | 24 | 72 | -48  |

Promotions et relégations
Abréviations

### Coupe de France
| Date             | Tour    | Adversaire | Lieu                          | Résultat | Buteurs pour l'ACA | Affluence | Rapport |
| 2 décembre 1978  | 6e tour | US Amicale | Stade Weygand, Marseille      | 0 - 3    | -                  | -         | -       |
| 22 décembre 1978 | 7e tour | FC Sète    | Stade Fernand Fournier, Arles | 0 - 2    | -                  | -         | -       |

### Bilan de la saison
Le tableau ci-dessous retrace toutes les rencontres officielles jouées par l'AC Arles durant la saison. Le club provençal participe aux différentes journées de championnat ainsi qu'à la Coupe de France. Les buteurs sont accompagnés d'une indication sur la minute de jeu où est marqué le but et, pour certaines réalisations, sur sa nature (pénalty ou contre son camp).
| Compétition     | Débute au tour | Place ou tour final | Matches joués | Gagnés | Nuls | Perdus | Buts pour | Buts contre | Différence |
| Division 2      | -              | 18e                 | 34            | 5      | 6    | 23     | 24        | 72          | -48        |
| Coupe de France | 6e tour        | 7e tour             | 2             | 1      | 0    | 1      | 3         | 2           | +1         |
| Total           | -              | -                   | 36            | 6      | 6    | 24     | 27        | 74          | -47        |

#### Bilan par joueur
Il faut noter que ce tableau peut être incomplet en raison des difficultés à obtenir les informations nécessaires à sa construction.
| Poste¹ | Nat.² | Nom                  | Naissance         | Sélection³ | Championnat | Championnat | Coupe France | Coupe France | Total Saison | Total Saison | Notes |
| Poste¹ | Nat.² | Nom                  | Naissance         | Sélection³ | M           | But inscrit | M            | But inscrit  | M            | But inscrit  | Notes |
| ------ | ----- | -------------------- | ----------------- | ---------- | ----------- | ----------- | ------------ | ------------ | ------------ | ------------ | ----- |
| G      | FRA   | Thierry Gaillagot    | 5 mai 1951        | -          | 24          | 0           |              |              | 24           | 0            |       |
| D      | FRA   | Michel Estevan       | 28 septembre 1961 | -          | 1           | 0           |              |              | 1            | 0            |       |
| D      | FRA   | Noël Jeanot          | 24 décembre 1947  | -          | 10          | 0           |              |              | 10           | 0            |       |
| D      | FRA   | Daniel Labaume       | 5 juillet 1952    | -          | 23          | 1           |              |              | 23           | 1            |       |
| D      | FRA   | Armand Moro          | 26 juillet 1948   | -          | 2           | 0           |              |              | 2            | 0            |       |
| D      | FRA   | Robert Nazaretian    | 20 novembre 1951  | -          | 11          | 0           |              |              | 11           | 0            |       |
| D      | FRA   | Christian Poussardin | 1er janvier 1949  | -          | 23          | 1           |              |              | 23           | 1            |       |
| D      | FRA   | Christian Raviol     | -                 | -          | 18          | 2           |              |              | 18           | 2            |       |
| D      | FRA   | Thierry Ségard       | 22 juin 1958      | -          |             |             |              |              |              |              |       |
| D      | FRA   | Philippe Trilles     | -                 | -          |             |             |              |              |              |              |       |
| M      | FRA   | Marc Boyer           | 31 janvier 1958   | -          |             |             |              |              |              |              |       |
| M      | FRA   | Pierre Dell'Oste     | 6 octobre 1947    | -          | 10          | 2           |              |              | 10           | 2            |       |
| M      | FRA   | Didier Dufour        | -                 | -          | 31          | 4           |              |              | 31           | 4            |       |
| M      | FRA   | Didier Dufourd       | 22 novembre 1957  | -          |             |             |              |              |              |              |       |
| M      | FRA   | Serge Jauffret       | -                 | -          | 3           | 0           |              |              | 3            | 0            |       |
| M      | FRA   | Daniel Lacoste       | -                 | -          | 20          | 1           |              |              | 20           | 1            |       |
| M      | CIV   | Emmanuel Moh         | 14 avril 1949     | -          | 1           | 0           |              |              | 1            | 0            |       |
| A      | FRA   | Alain Bussi          | 11 octobre 1950   | -          | 29          | 3           |              |              | 29           | 3            |       |
| A      | FRA   | Patrick Chauvin      | 22 septembre 1957 | -          | 13          | 0           |              |              | 13           | 0            |       |
| A      | CIV   | Mangué Cissé         | 17 novembre 1948  | -          | 31          | 0           |              |              | 31           | 0            |       |
| A      | FRA   | Gérard Diaz          | 15 février 1955   | -          | 13          | 0           |              |              | 13           | 0            |       |
| A      | FRA   | René Exbrayat        | 30 octobre 1947   | -          | 33          | 5           |              |              | 33           | 5            |       |
| A      | FRA   | Robert Joubert       | 1er juillet 1949  | -          | 1           | 0           |              |              | 1            | 0            |       |
| A      | FRA   | Eric Marre           | 11 novembre 1959  | -          |             |             |              |              |              |              |       |
| A      | FRA   | André Perrot         | 6 décembre 1947   | -          | 2           | 0           |              |              | 2            | 0            |       |
| A      | FRA   | Armand Sanchez       | 26 août 1949      | -          | 26          | 3           |              |              | 26           | 3            |       |
| A      | FRA   | Santarnecchi         | -                 | -          | 2           | 0           |              |              | 2            | 0            |       |

- 1 : G, Gardien de but ; D, Défenseur ; M, Milieu de terrain ; A, Attaquant
- 2 : Nationalité sportive, certains joueurs possédant une double-nationalité
- 3 : sélection la plus élevée obtenue